# 박홍률
박홍률(朴洪律, 1953년 9월 9일~)은 대한민국의 정치인이다. 제39·41대 전라남도 목포시장이다.

## 생애
1953년 9월 9일 전라남도 진도군 조도면 관매도리에서 태어났다. 진도에서 관매초등학교를 졸업하고 목포에서 목포중학교와 목포고등학교를 다녔다. 목포고등학교 졸업 후에는 조선대학교 법정대 법학과(법학사), 한양대학교 행정대학원 석사(법학석사)를 졸업했다.
1979년 1월부터 1979년 12월까지 1년 간 목포 덕인고등학교 교사로 재직하였고, 국가정보원에 임용되어 30여년 간 국가공무원으로 근무하였다. 기획과 행정 관련 업무를 하였고, 국가정보원 충북도지부장, 목포출장소 근무 등을 거쳤다.
이후 제16대 노무현 대통령직 인수위원회 전문위원, 김대중 대통령 6.15 남북정상회담 실무역, 제18대 대통령선거 민주당 중앙선거대책위원회 동행2본부 지방자치활성화특별위원회 위원장, 열린민주당 최고위원과 전남도당위원장 등 민주당계 정치계에서 근무하다가 민선 6기(제39대) 목포시장에 당선되었다.
2022년 지방선거에서 민선 8기 목포시장으로 당선되어 2기 임기를 수행하고 있다.

## 선거 상대후보자 허위사실 공표
제8회 지방선거에 목포시장 후보자로 출마한 박홍률은 상대 후보 낙선을 목적으로 후보자토론회 등에서 성폭행 피해자가 고소를 사주받았다는 사실 등 3건의 허위사실을 공표하였다(공직선거법위반).
광주지방검찰청 목포지청은 박홍률을 공직선거법위반 죄로 불구속 기소하였다.

## 경력
- 목포덕인고등학교 교사
- 목포양목봉사회 고문
- 6.15 남북정상회담 임동원 국가정보원 원장 비서관
- 세종연구소 객원연구위원
- 국가정보원 충북지부 지부장
- 제16대 대통령직인수위원회 전문위원
- 목포희망21C포럼 대표
- 2014. 7.~2018. 6. 제39대 민선 6기 전라남도 목포시장(초선, 당속: 무소속→국민의당→무소속→민주평화당)
- 2020. 5.열린민주당 최고위원
- 2022. 7.~2025. 3.  제41대 민선 8기 전라남도 목포시장

## 학력
- 관매국민학교 (폐교) 졸업
- 목포중학교 졸업
- 목포고등학교 졸업
- 조선대학교 법학과 학사
- 한양대학교 행정자치대학원 석사

## 역대 선거 결과
|  | 33.98% |

|  | 35.48% |

|  | 47.50% |

|  | 57.38% |